# Gardner MacKay
George Cadogan Gardner McKay (10 de junio de 1932-21 de noviembre de 2001) fue un actor estadounidense, así como artista y escritor.

## Carrera como actor
Nacido en Manhattan, en la ciudad de Nueva York, McKay ganó prestigio en las décadas de 1950 y 1960 gracias a su papel en la serie de la ABC Adventures in Paradise, basada libremente en los escritos de James A. Michener, y también, en parte, gracias a su físico (1.93 m de estatura), lo cual le valió fama de rompecorazones en el ambiente de Hollywood. 
Mientras actuaba en Adventures in Paradise, rechazó la oportunidad de protagonizar junto a Marilyn Monroe el film Something's Got to Give, título que finalmente no llegó a producirse. 
McKay ya tenía un contrato con MGM cuando fue descubierto por Dominick Dunne, entonces productor televisivo de Twentieth Century Fox, que estaba buscando un actor que interpretara el papel protagonista de Adventures in Paradise. Además de su aptitud como actor, McKay tenía a favor su presencia física y su capacidad para la navegación a vela, muy útil para la serie.
En total actuó en unos cien filmes para la televisión entre 1960 y 1963.

## Vida personal y trabajo artístico
El joven actor y escritor abandonó finalmente Hollywood para disfrutar sus propias aventuras por el río Amazonas y por Hawái. McKay pasó dos años en la jungla sudamericana entre Venezuela y Brasil. Cruzó el desierto de Libia en camello, y navegó por el Atlántico y el Pacífico.
Gardner McKay se crio en Manhattan, así como en París (Francia), en Connecticut y en Kentucky. Estudió en la Universidad Cornell. Además, vivió en Los Ángeles, Irlanda, Brasil, Egipto, Ecuador , Venezuela y las Antillas, asentándose finalmente en Hawái, donde vivió con su esposa, Madeleine Madigan McKay, pintora, hasta el momento en que él falleció. Su muerte ocurrió en Honolulu en 2001 a causa de un cáncer de próstata. Fue enterrado en el Cementerio Hebron del Condado de Bullitt, en Kentucky.
En su época en Hollywood, tuvo relación sentimental con famosas actrices y modelos como Julie Newmar, Joan Collins, Loretta Swit y Greta Chi.
Como artista, su actividad fue muy variada, interesándose en diversas disciplinas: 
Escultura: Como escultor, exhibió su obra en el Museo de Arte Moderno de Nueva York, en el White Museum de Ithaca (Nueva York), y en galerías como la F.A.R. Gallery, Ferargil Gallery y América House.
Fotografía: publicó artículos y trabajó en viajes y retratos. Sus fotografías del rescate del SS Andrea Doria se publicaron a nivel internacional. En 1956 se encontraba a bordo del buque francés SS Ile de France cuando varió su rumbo para rescatar a los pasajeros del barco italiano S.S. Andrea Doria, hundido tras colisionar con el SS Stockholm (51 muertos). Las fotografías se publicaron en The New York Times y Life.
Guionista: para la National Public Radio escribió Stories on the Wind, con frecuencia semanal, y con más de doscientos programas.
Poesía: escribió poesía que fue recitada en una gira de cabaret llevada a cabo por Roscoe Lee Browne y David Soul.
Novela: Toyer, The Last American, Trompe L'Oeil, The Kinsman, Journey Without a Map (Autobiografía), Bloomsbury Square.
Obra teatral: Sea Marks (PBS, BBC), Masters of the Sea, This Fortunate Island, Landmarks, Me, Toyer, In Order of Appearance, Untold Damage (PBS), Island in a Dry Sea, Gala, Neverland, Rage Rage, Narcissa-Narcissus, The Suit, The Visitor, The Girl Next Door Is Screaming, Alligators Have No Choice, Meeting, Tapes, Silver Eyes, Yeats/Millay, The Honeyman, The People We Kill, A Christmas Dinner
Crítica teatral: Drama Critic, Theater Editor, Los Angeles Herald Examiner 1977-1982.
Además, dio clases en la Universidad de California, Los Ángeles, en la Universidad del Sur de California, en la Universidad de Alaska y en la Universidad de Hawái.